# Ripley Fire Lookout Tower
La Ripley Fire Lookout Tower est une tour de guet du comté de Lauderdale, dans le Tennessee, aux États-Unis. Située à 159 mètres d'altitude sur le point culminant de ce comté, elle est inscrite au Registre national des lieux historiques depuis le 9 mars 2020.